# Davreuxita
La davreuxita és un mineral de la classe dels silicats. Originalment descrita per de Koninck l'any 1878, sent anomenada després del farmacèutic, científic i professor de mineralogia belga de la Universitat de Lieja, Charles Joseph Davreux (10 de setembre de 1800 - 11 d'abril de 1863).

## Característiques
La davreuxita és un silicat de fórmula química MnAl₆Si₄O17(OH)₂. Cristal·litza en el sistema monoclínic. La seva duresa a l'escala de Mohs es troba entre 2 i 3.
Segons la classificació de Nickel-Strunz, la davreuxita pertany a «09.BF - Sorosilicats amb grups barrejats de SiO₄ i Si²O₇; cations en coordinació tetraèdrica [4] i major coordinació» juntament amb els següents minerals: harstigita, samfowlerita i queitita.

## Formació i jaciments
Va ser descoberta a Ottré, al municipi de Vielsalm, dins la província de Luxemburg (Bèlgica). També ha estat descrita en altres indrets tant de les províncies de Luxemburg com de Lieja, així com a la localitat alemanya de Mansfeld, a l'estat de Saxònia-Anhalt.